# مقاطعة نيكولاس (كنتاكي)
مقاطعة نيكولاس (بالإنجليزية: Nicholas County)‏ هي إحدى المقاطعات في ولاية كنتاكي في الولايات المتحدة الأمريكية.

## أعلام
- توماس أ. موريس
- جوزيف دريك